# Надукнарі
Надукнарі (груз. ნადუქნარი) — село в Грузії.
За даними перепису населення 2014 року в селі проживає 12 осіб.